# Réactions internationales à l'abordage de la flottille pour Gaza
Pour un article plus général, voir Abordage de la flottille pour Gaza.
Cet article expose les réactions de différents pays à l'abordage de la flottille pour Gaza survenu le 31 mai 2010.

## Réactions des principaux acteurs

### Réactions des passagers
Selon Michalis Grigoropoulos, membre de l’équipage de l’Elefthéri Mesogeio, les soldats israéliens « ont tiré des gaz lacrymogènes et des balles en caoutchouc. […] les commandos ont ensuite fait subir des électrochocs à certains des militants ». Les passagers français évoquent l’usage de « matraques et de Taser ». Mounia Cherif, membre du CBSP, affirme également que les soldats israéliens les « ont frappés avec des matraques, des Tasers ». Elle confirme par ailleurs que l'arraisonnement a bien eu lieu dans les eaux internationales.
Norman Paech, ancien député de Die Linke au Bundestag, a expliqué que « c’était une attaque sur une mission pacifique dans les eaux internationales. Les Israéliens peuvent vouloir défendre leur zone militaire, mais nous étions en dehors de ces limites, ce n’était donc pas un acte de légitime défense mais un crime de guerre ».
L’écrivain suédois Henning Mankell, un des passagers de la flottille de la paix pose les questions en ces termes : « Que se passera-t-il l’an prochain lorsque nous viendrons avec une centaine de bateaux ? Tireront-ils une bombe atomique ? » Pour lui « Israël est sur les genoux. Personne n’aurait pu s’attendre à ce que le reste du monde réagisse de cette façon. Ils sont complètement isolés. » Il réfléchit à interdire la traduction de ses livres en Israël. , mais déclarera plus tard avoir réagi ainsi par colère et qu'il n'envisage rien dans ce sens là. Dans le journal Libération du 21 octobre il déclarera
« Je pense qu’à notre petite mesure nous avons changé le monde. On ne peut pas dire que c’est un succès, car des personnes sont mortes. Mais Israël a montré une face arrogante en commettant ce qu’on ne peut appeler qu’un acte de piraterie dans les eaux internationales. Et cela a montré au monde une chose qui le rend terrifiant : comment un peuple opprimé peut aisément devenir un peuple oppresseur. »
Thomas Sommer coordinateur de la Campagne civile internationale pour la protection du peuple palestinien (CCIPPP), déclare au journal Le Monde, « nous avons été attaqués par des bâtiments de guerre, nous avons eu droit aux frégates, à des navires énormes, et aussi des Zodiac remplis de commandos cagoulés, habillés en noir, et des hélicoptères de combat. » ; « Ils ont sorti des Taser et ont tiré à bout portant sur les copains qui étaient les premiers devant eux. Ils sont tombés sur le coup puis ils se sont fait tabasser » Quant aux armes que les soldats israéliens ont trouvées, couteau, barre de fer, hache, il affirme que ce genre de matériel se trouve dans « n’importe quel bateau civil ». Les propos de Thomas Sommer sont corroborés par Henning Mankell.
Lors d'un interview à la chaîne Al-watan (Koweït) le député Dr Waleed Al-Tabtabaei, qui était à bord du  Mavi Marmara, a décrit « comment les activistes ont résisté aux soldats israéliens qui attaquaient leur Flottille de la Liberté. Il a expliqué qu'après que des activistes aient pris en otage trois soldats puissamment armés les troupes israéliennes ont ouvert le feu sans discrimination tuant 16 activistes. » 
Il dit qu'« à 23:00 les troupes israéliennes entourèrent leur navire... elles abordèrent à l'aube le jour suivant. Il expliqua que les troupes israéliennes tuèrent deux activistes à bord de leur bateau avant de monter sur le vaisseau  [le Mavi Marmara], tirant sur l'un à partir d'un hélicoptère et sur le second depuis une embarcation. Les troupes utilisèrent ensuite des bombes fumigènes pour prendre contrôle du navire ce qui amena les activistes turcs à leur résister. »
Un parlementaire égyptien, Mohamed Beltagy, qui était également à bord d'un bateau, a quant à lui affirmé avoir, avec ses collègues, capturé trois soldats israéliens et pris le contrôle de leurs armes. Ces déclarations, admettant l'emploi de la force par des membres de la flottille contre les soldats israéliens, ont suscité une grande émotion en Égypte.

### Réactions israéliennes
Le Premier ministre israélien Benjamin Netanyahou, qui était au Canada lors de l’incident, a annulé un voyage prévu aux États-Unis pour rencontrer le président des États-Unis Barack Obama et exprime son « soutien complet » à l’armée. Le gouvernement israélien accuse les membres de la flottille pro-palestinienne d’avoir déclenché les violences.
Dans une allocution télévisée, le 2 juin 2010, le premier ministre rejette les critiques internationales, justifie l’intervention de la marine israélienne  et affirme que le blocus du territoire palestinien est nécessaire pour prévenir les attaques de missiles contre Tel Aviv et Jérusalem : « Une fois de plus, Israël doit faire face à l’hypocrisie et à un jugement hâtif et partial ». « La communauté internationale ne peut pas se permettre d’avoir un port iranien sur la Méditerranée (…) Les pays qui nous critiquent aujourd’hui devraient savoir qu’ils pourraient devenir demain des cibles (pour les Iraniens). »
Le vice-ministre des Affaires étrangères, Danny Ayalon, affirme : « S’ils étaient passés, ils auraient ouvert une voie pour le trafic d’armes vers Gaza ».
Binyamin Ben Eliezer, ancien ministre, affirme quant à lui, qu’Israël avait mis en garde les militants pro-palestiniens : « En tant que ministre du Commerce, je leur avais personnellement proposé de nous livrer l’aide, que nous aurions acheminée à notre tour à Gaza. Mais ils voulaient monter un spectacle, c’est tout ».
Pour Yossi Sarid, ancien dirigeant du  parti d’extrême gauche laïc Meretz et ancien ministre du gouvernement de gauche d’Yitzhak Rabin en 1993, dans un article intitulé  les « sept idiots du cabinet », faisant référence  aux sept membres du « cabinet de sécurité » israéliens : « Ce club des sept va donc poursuivre dans ses pratiques néfastes, nous mettant bien plus en danger que tout bateau, car nous sommes dirigés par la folie. Ce gang de Jérusalem va continuer à nous entraîner vers le bas, encore et encore, car il manque le courage de changer après le désastre. ».
Une élue arabe israélienne, Hanin Zoabi, qui se trouvait à bord d’un des navires, a été prise à partie par les membres du parlement israélien, certains l’accusant de trahison, d’autres la qualifiant de « traître » et « cheval de Troie ». Les membres des organisations humanitaires sont qualifiés de « terroristes » par les mêmes. Yohanan Plesner de Kadima lui suggère d’aller passer une semaine dans la bande de Gaza « et nous allons voir comment ils vous traitent là-bas. Nous verrons si vous pouvez parler des droits de l’homme et des droits des femmes. Nous allons voir comment on traite là-bas, une femme de 38 ans, célibataire »,,.
L’ambassadeur d’Israël aux États-Unis, Michael  Oren, écrit, dans la page éditoriale du New York Times, en date du 3 juin 2010 : « Des millions de personnes ont déjà vu la transmission de Al Jazeera montrant ces « activistes » chantant "Khaibar! Khaibar!" - une référence au massacre par les musulmans de juifs dans la péninsule arabe au VIIe siècle. Sur YouTube on a vu des troupes israéliennes, armées avec des pistolets à balles de peinture destinés à disperser la foule, étant battus et lancés par-dessus bord du bateau par ceux qui attaquaient avec des barres de fer. Ce que les vidéos ne montrent pas, cependant, ce sont plusieurs aspects curieux que les autorités israéliennes sont en train d’examiner. En premier, environ 100 passagers de cette flottille qui ont été détenus en Israël avaient sur eux des sommes importantes - environ un million d’euros au total. En second, Israël a découvert des cartouches de balles utilisées sur le Mavi Marmara qui ne sont pas du calibre employés par les commandos israéliens, dont certains ont été blessés par balles. On a trouvé aussi sur le bateau des clips de propagande montrant des passagers « blessés » par les forces israéliennes ; ces vidéos, cependant, ont été filmées de jour, des heures avant que l’opération de nuit se passe ».
L’historien et diplomate israélien Élie Barnavi considère Netanyahou comme le dirigeant « le plus faible et le plus incapable de l’histoire d’Israël » Selon lui, « seule une intervention résolue de la communauté internationale peut empêcher Israël de sombrer pour de bon dans la double et létale affection de la paranoïa et de la bonne conscience ».
Benny Begin, membre du cabinet de sécurité, annonce  le 7 juin 2010, la mise en place d'une commission d'enquête civile.
« Il a été décidé que la commission qui va être créée examinerait deux questions : est-ce que le blocus maritime est conforme au droit international et est-ce que l'opération que nous avons lancée contre la flottille est, elle aussi, conforme au droit international? »
Nahoum Barnea, principal éditorialiste du Yediot Aharonot estime:« Ce ne sera pas une commission d'enquête, cela se résumera au mieux à un séminaire académique sur des questions de droit international. »
Par ailleurs, Tsahal entame sa propre enquête interne. Elle devra remettre ses conclusions d'ici le 4 juillet.
Israël a émis l’idée d’un allègement du blocus de Gaza à condition que l’enquête du raid israélien se fasse en interne
Uri Avnery, journaliste israélien dans un pamphlet intitulé « Tue un Turc et repose-toi », compare l’abordage du MV Mavi Marmara  à l’épisode de l’Exodus 1947 où « les Britanniques cédèrent sous le poids de la condamnation internationale » ; « l’affaire Exodus s’est répétée mais avec un changement des rôles. Aujourd’hui nous sommes les Britanniques » affirme-t-il. Il confirme l’idée que les préparatifs de la flottille qui duraient depuis plus d’un an n'étaient pas un secret. Pour lui en choisissant l’option du raid « le gouvernement de Netanyahou a choisi la plus mauvaise. ». Selon lui, si Ehud Barak et Netanyahu n’avaient pas  envisagé qu’il y ait eu des victimes c’est qu’ils sont « incompétents ». Enfin, il déclare qu’Israël a perdu son dernier allié dans la région : la Turquie. Cette réaction est relayée ou reprise par de nombreux médias internationaux,,,,,,.

### Réactions de la Turquie

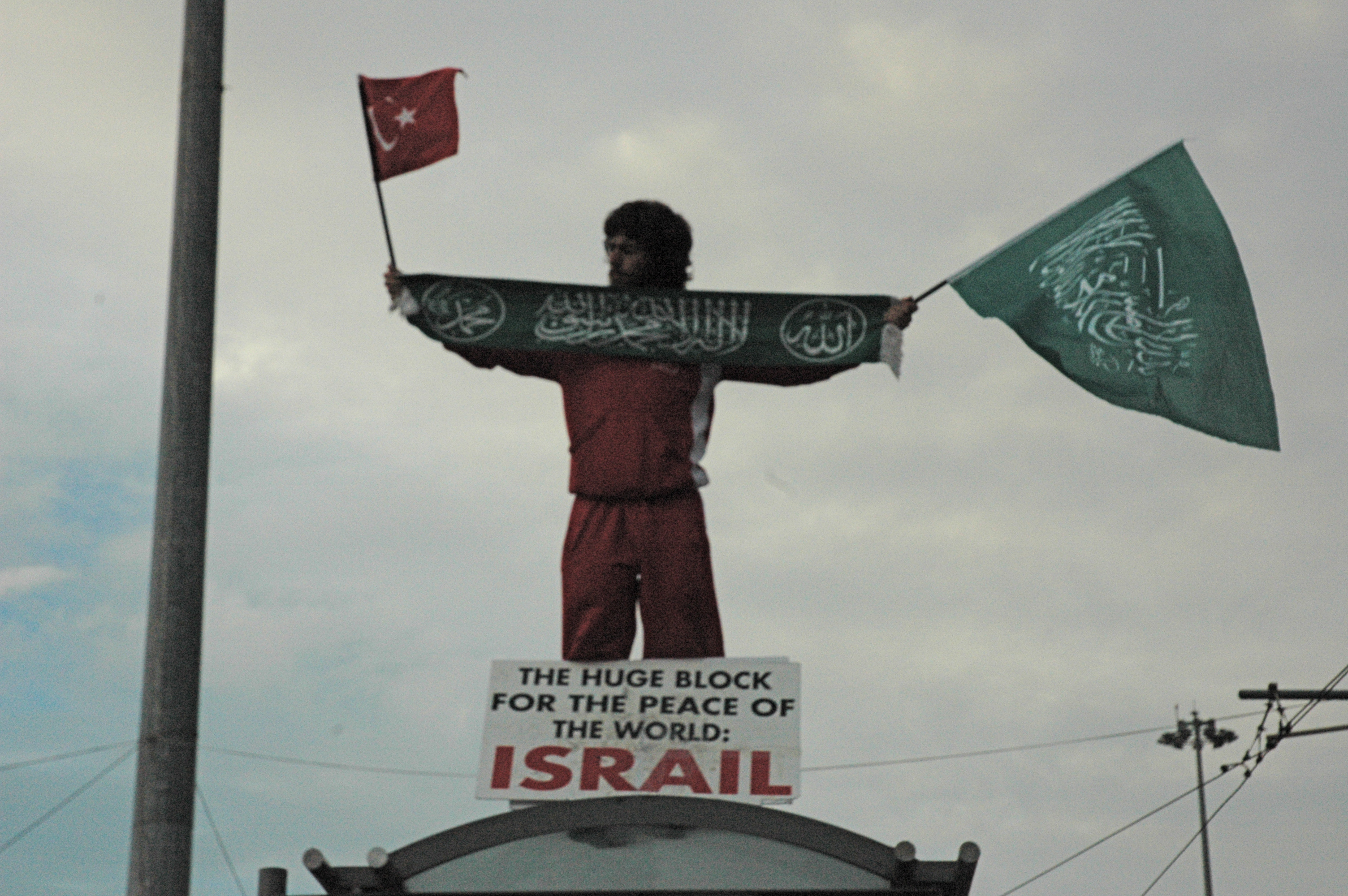
Manifestation a Istanbul pour protester contre l’action d’Israël.

La Turquie, qui compte huit ressortissants morts parmi les neuf, a décidé de geler ses relations avec Israël. Le premier ministre de la Turquie, M. Erdoğan a tenu un discours avec des mots très durs à l’assemblée du pays, dénonçant un acte de « terrorisme d’État », dénonçant une « attaque insolente et irresponsable qui piétine toute vertu humaine ». Des mesures concrètes de rétorsion ont été évoquées, comme la remise en cause de la construction du pipe-line Medstream.
L’ambassadeur turc à Tel Aviv a été rappelé à Ankara et une cellule de crise a été mise en place autour du vice-Premier ministre, Bülent Arınç.
Dans une conférence de presse, M. Arınç a exigé la restitution immédiate des trois bateaux turcs et de leur cargaison, ainsi et surtout que la libération des centaines de citoyens turcs enlevés et séquestrés, qualifiant l’attaque d’acte de « piraterie ».
Le président des États-Unis Barack Obama a estimé la situation suffisamment importante pour téléphoner au premier ministre de la Turquie.

## Réactions internationales

### Réactions des Nations unies
Le Secrétaire général des Nations unies Ban Ki-moon déclare : « Je suis choqué des informations faisant état de tués et de blessés sur les bateaux amenant de l’aide à Gaza » « Je condamne ces violences. (…) Il est vital qu’une enquête complète soit menée ».
Selon lui, le blocus doit être « levé immédiatement », l’attaque israélienne « met en lumière le blocus du territoire qui dure depuis longtemps » considérant celui-ci de « contre-productif, intenable et immoral. Il punit des civils innocents. »  De plus il réclame  une "participation internationale crédible"
La haute commissaire de l’ONU aux droits de l’Homme, Navi Pillay, s’est dite « choquée par les informations qu’une mission humanitaire ait été attaquée tôt ce matin, causé la mort et des blessures alors que la flottille approchait de la côte de Gaza ».
Le 2 juin 2010, le Conseil des droits de l’homme des Nations unies a adopté une résolution instituant « une mission d’enquête internationale » par 32 voix sur 47, trois pays votant contre dont les États-Unis.
Le 22 septembre 2010, la mission d'enquête du Conseil des droits de l'homme des Nations unies apporte les premiers éléments de l'enquête, selon le rapport "Il y a des preuves claires permettant d'appuyer des poursuites pour les crimes suivants (...) : homicide intentionnel, torture ou traitements inhumains, fait de causer intentionnellement de grandes souffrances ou des blessures graves" se traduisant par de "graves violations des droits de l'homme et du droit international humanitaire"

### Réactions des États-Unis
À la Maison-Blanche, le porte-parole  déclare que les États-Unis « regrette profondément les pertes de vie humaine et les blessés, et travaille actuellement pour comprendre les circonstances entourant cette tragédie. »  Le président des États-Unis Barack Obama déclare au premier ministre Benjamin Netanyahu « qu’il regrettait profondément la perte de la vie dans le raid israélien le poussait à rapidement aller au fond de l’incident ». Dans une interview avec Charlie Rose, le vice-président des États-Unis Joe Biden défend la décision prise par Israël d’intercepter la flottille. Il déclare : « Israël a tout à fait le droit de protéger ses intérêts en matière de sécurité » et ne comprend pas les responsables de la flottille : « (Israël) a dit : 'Voilà. Vous êtes en Méditerranée. Ce navire, si vous déviez légèrement vers le Nord vous pourrez décharger et nous acheminerons la cargaison à Gaza.' Donc qu’est-ce qui posait problème là-dedans ? Qu’y avait-il de si important à insister pour aller directement à Gaza ? Et bien, Israël est légitime pour dire 'Je ne sais pas ce qu’il y a à bord de ce bateau. Ces gars envoient huit, 3 000 roquettes sur mon peuple' », Biden assure que les États-Unis vont « faire peser toute la pression possible et conforter le plus possible Israël » pour qu’il permette l’entrée d’aide dans la bande de Gaza.
Le sénateur républicain du Massachusetts, Scott Brown, déclare devant l'AIPAC le 6 juin 2010,« qu'il était déçu que tant aient condamné Israël après le raid sans considérer qu'Israël est en guerre avec Gaza. Il déclare qu'Israël est un des plus grands alliés des États-Unis contre le jihad »."

### Réactions françaises

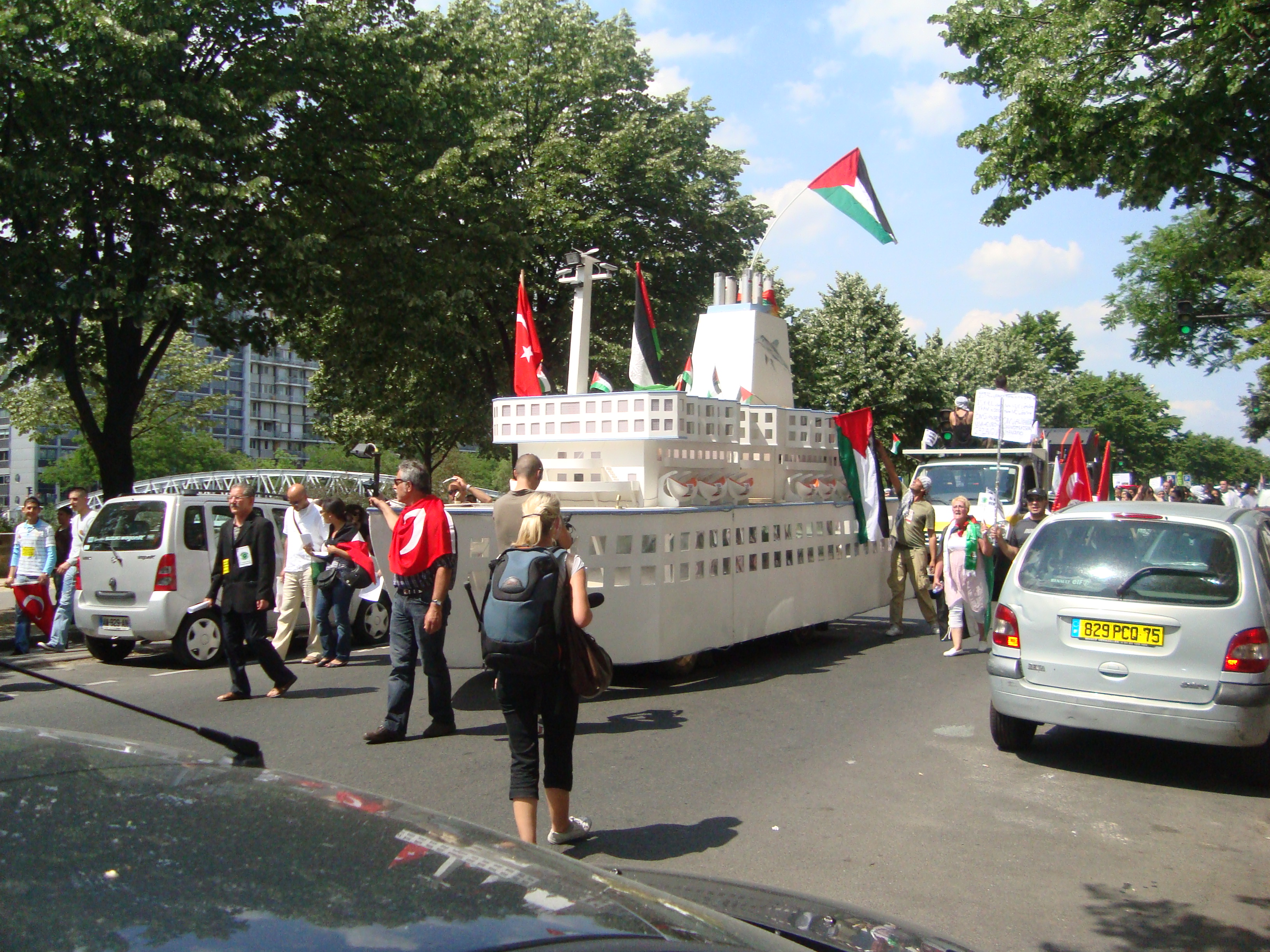
Manifestation à Paris le 5 juin 2010.

Le président de la République française Nicolas Sarkozy condamne « l’usage disproportionné de la force » et demande que « toute la lumière soit faite sur les circonstances de cette tragédie ». Bernard Kouchner convoque l’ambassadeur israélien Daniel Shek et estime : « rien ne saurait justifier l’emploi d’une telle violence ».
Le porte-parole du Parti socialiste Benoît Hamon a demandé « des réponses sous la forme d’une réunion immédiate du Conseil de sécurité des Nations unies : d’abord pour éviter l’embrasement », « faire baisser la tension », et « espérer que les États-Unis s’associent à une condamnation solennelle de l’opération » qui « oblige le gouvernement israélien à bouger ». Déplorant « l’usage de la force par Israël qui s’est conclu par un bain de sang », il a souligné la « nécessité d’une réponse internationale rapide qui (…) associe les États-Unis » afin de « faire évoluer » les positions du gouvernement israélien. Enfin, il a rappelé que « tant que le blocage de Gaza sera considéré comme un principe fondamental de toute action d’Israël, ce sera très compliqué de faire évoluer de manière positive la situation au Proche-Orient ».
L'eurodéputée PS Françoise Castex, qui aurait dû se trouver à bord d’un des six bateaux de la flottille déclare le 31 mai 2010 : "Israël a agi de manière totalement irresponsable en lançant cette attaque. L’armée israélienne est intervenue dans les eaux internationales, en violation du droit international. C’est extrêmement grave et je me joins à ceux qui réclament l’ouverture d’une enquête pour savoir ce qui s’est réellement passé."
Le porte-parole de l'UMP Frédéric Lefebvre a évoqué des « provocations » de la part « ceux qui se disent les amis des Palestiniens » avant de nuancer ses propos: « À partir du moment où il y a des morts, on ne peut que le regretter, et puis il y a peut-être une surréaction" d'Israël ».
Dans un article publié dans Le Monde, Dominique de Villepin affirme que « l’arraisonnement brutal […] prouve une fois de plus l’impuissance du droit et de la raison ». Pour lui « rien ne saurait justifier que l’on prenne en otage une population d’un demi million d’hommes et de femmes ». Le blocus n’a fait que renforcer le leadership du Hamas en renforçant « l’image du martyr ». Selon lui, le souci de sécurité d’Israël est légitime mais l’a amené à la « surenchère […] de la force » « inefficace et autodestructrice ». Il énonce trois impasses pour Israël : l’isolement diplomatique croissant, le repli sur des positions extrêmes, l’affaiblissement du Fatah au profit du Hamas. Pour l’ancien premier ministre, « Israël ne peut espérer garantir durablement sa sécurité tant que la justice n’est pas faite au peuple palestinien. […] et le premier pas c’est la fin du blocus de Gaza […]la création d’un état palestinien […] où il faudra impliquer le Hamas. » enfin il est convaincu que « la France doit jouer un rôle ».
Invité de la chaîne parlementaire, le sénateur UMP Jean-François Poncet plaide en faveur d’un dialogue avec le Hamas et affirme que "considérer le Hamas comme terroriste est une erreur" 
Le Monde, en date du 7 juin 2010, consacre un article à la défense d'Israël contre la désinformation par Alain Finkielkraut et Bernard-Henri Lévy. Finkielkraut déclare « "Je vois la haine, soudain, se donner libre cours [...] Je ne veux pas servir de caution juive à une haine, à une diabolisation d'Israël" ». Bernard-Henri Lévy accuse directement la Turquie, « "où Mein Kampf est un best-seller" », de jeter de l'huile sur le feu.
Richard Oberlin, spécialiste de chirurgie réparatrice, explique que ce « drame épouvantable » n'est pas une « bavure ». S'étant rendu 25 fois dans la bande de Gaza, il affirme que les soldats israéliens n'ont aucune retenue dans la mesure où ils ne sont jamais inquiétés par les enquêtes internes comme l'a montré l'enquête sur le massacre de Jénine. Il conclut qu'il faut en plus de la fin du blocus, « faire triompher le droit et la justice » en discutant avec le Hamas.

### Réactions européennes

#### Union européenne
La chef de la diplomatie de l’Union européenne, Catherine Ashton, présente « ses condoléances aux familles des morts et des blessés » et demande une « ouverture immédiate, prolongée et inconditionnelle du passage du flux d’aide humanitaire, de biens commerciaux et de personnes vers et au départ de Gaza ».
Réuni en urgence, dans l'après-midi du 31 mai, les ambassadeurs des 27 États membres de l’Union européenne se mettent d'accord sur une déclaration demandant une enquête "impartiale, complète et immédiate" pour faire la lumière sur les évènements. La déclaration rappelle également à Israël ses obligations internationales, notamment pour permettre "de façon urgente" l'accès consulaire des États membres à leurs citoyens détenus. Il demande la levée du "blocus sur Gaza" et le libre passage « de l'aide humanitaire, de la circulation des personnes et des marchandises » .
L'Italie a condamné l'opération militaire israélienne, et a appuyé la résolution du Conseil de sécurité des Nations unies appelant à une enquête. Le ministre des Affaires étrangères Franco Frattini a condamné l'attaque: «Je déplore avec la plus grande fermeté le massacre de civils. C'est certainement un acte grave ".

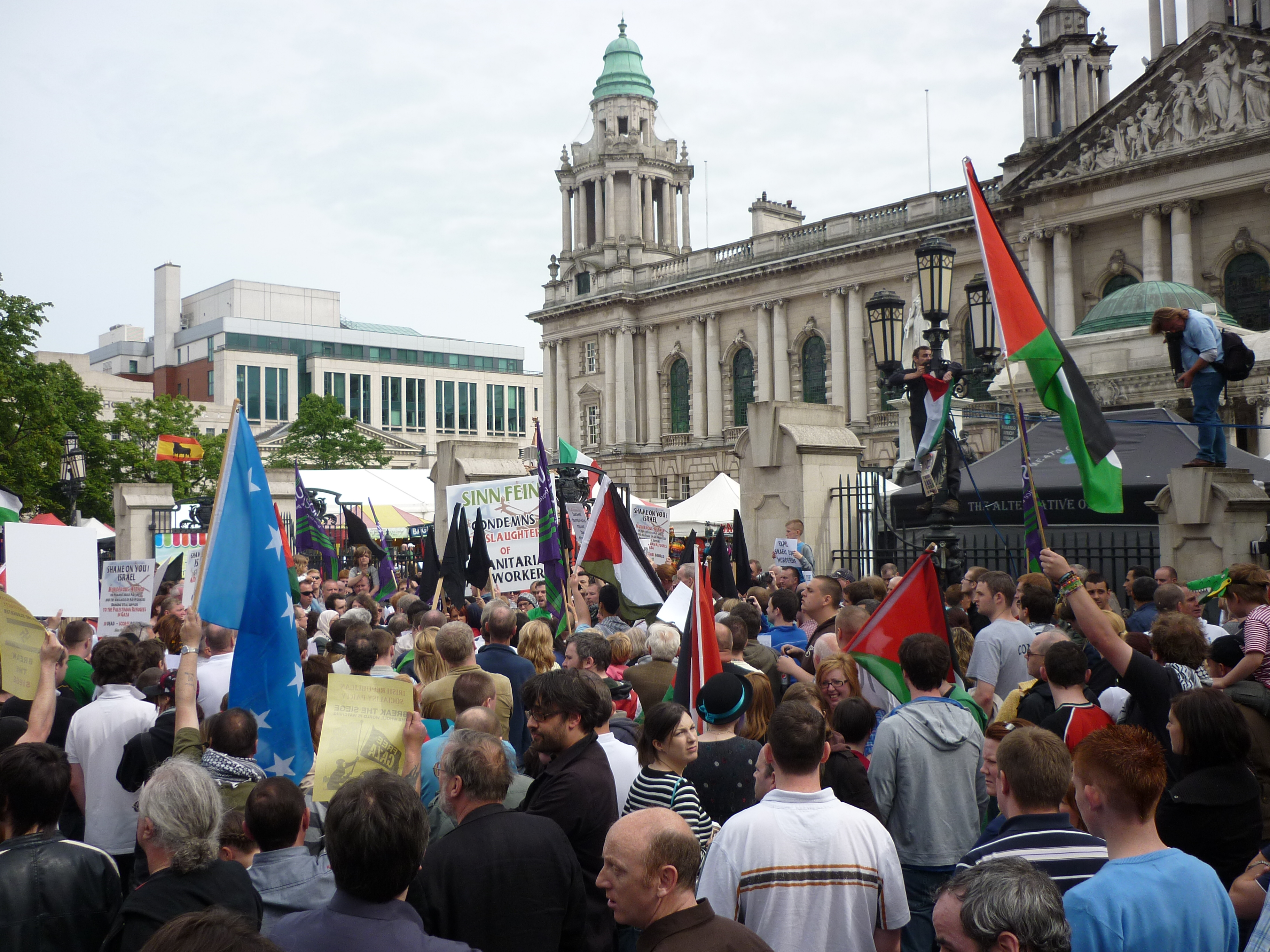
Manifestation à Belfast le 31 mai 2010 pour protester contre l’action d’Israël.

Le sous-secrétaire d’État aux Affaires étrangères italien Alfredo Mantica indique que la flotte pour Gaza est une provocation destinée à tester la réaction israélienne. Il déclare « cette affaire est une pure provocation avec un objectif politique précis ». « Il est possible de discuter de la réaction israélienne, mais penser que tout allait se passer sans une quelconque réaction israélienne était une interprétation ingénue de ceux qui ont provoqué cette affaire. »
Domenico Losurdo, Professeur d’histoire de la philosophie à l’université d’Urbin, dénonce la politique israélienne : « Le crime perpétré par Israël dans des eaux internationales […] ne peut pas nous étonner : il y a longtemps que le gouvernement de Tel Aviv montre combien il est décidé à frapper par la terreur non seulement les victimes directes de son expansionnisme colonial, mais même ceux qui osent exprimer leur solidarité avec les victimes. » Selon l’universitaire, « c’est une obligation morale de tout démocrate, anticolonialiste et antifasciste, de se solidariser avec la résistance palestinienne (et arabe et musulmane) contre l’impérialisme et contre le colonialisme. Il revient à la résistance palestinienne de décider et de choisir les formes de lutte. »
Le Royaume-Uni « déplore les pertes humaines » et appelle Israël à lever les restrictions « inacceptables et contre-productives » du blocus sur Gaza.
Le président du Parlement européen, le Polonais Jerzy Buzek considère cette attaque « injustifiée et constitue une violation claire et inacceptable de la loi internationale, en particulier de la 4e Convention de Genève ». « Nous demandons qu'Israël s'explique ses actions immédiatement, avec la plus grande transparence et les garanties d'une pleine responsabilité en coopérant à toute enquête qui pourrait être mise en place » ajoute-t-il .. 
Le président du sénat tchèque, Přemysl Sobotka a déclaré au président de la Knesset Reuven Rivlin que : « Je déplore les pertes humaines mais (la flottille) était une provocation programmée destinée à attirer Israël dans un piège ».
À la suite de cet incident meurtrier, les ambassadeurs d’Israël en Turquie, en Grèce, en Espagne, en Suède, au Danemark et en Égypte ont été convoqués afin de fournir des explications,.

#### Hors Union Européenne
Le premier ministre russe, Vladimir Poutine, a décrit l’abordage dans les eaux internationales comme « particulièrement déplorable ». Selon lui, « de telles actions envers des vaisseaux civils sont inacceptables ».
 Le Département fédéral des affaires étrangères déplore la mort de plusieurs civils ainsi que les blessés. Il rappelle à Israël les obligations découlant des Conventions de Genève, et propose une nouvelle fois « un mécanisme international permettant un accès régulier à la Bande de Gaza, tenant compte des besoins de sécurité d'Israël ».

### Réactions de pays arabes
La ligue arabe a demandé une réunion d’urgence. Le 13 juin 2010, le secrétaire général de la Ligue arabe, Amr Moussa, a réclamé dimanche la levée du blocus imposé par Israël à la bande de Gaza et appelé à la réconciliation interpalestinienne, lors d'une visite dans l'enclave palestinienne. Il déclare que "Ce blocus doit être brisé. La position de la Ligue arabe est claire" avant d'ajouter "Non seulement les Arabes mais le monde entier doit soutenir le peuple palestinien contre le blocus de Gaza et face à ce qui se passe dans les territoires occupés, en particulier à Jérusalem-Est"

L'Autorité palestinienne a réclamé la tenue d'une réunion d'urgence du Conseil de sécurité de l'ONU pour "discuter de la piraterie, du crime et du massacre israéliens", a précisé Saeb Erekat. À la suite de cette attaque meurtrière, le président palestinien a décrété trois jours de deuil dans les territoires palestiniens. 
L’Égypte, sur ordre du président Moubarak, a ouvert le terminal frontalier de Rafah pour laisser passer l’aide humanitaire à Gaza, et ce sans qu’aucune durée ne soit précisée.
Les ministres des affaires étrangères des pays arabes ont décidé de « briser et de défier » le blocus de Gaza « par tous les moyens ». Ces derniers envisagent une procédure pour  poursuivre les responsables de l’attaque devant les instances judiciaires internationales.

### Réactions d'autres pays

#### En Afrique
L’Union africaine a condamné l’attaque israélienne.
Le représentant du Gabon au Conseil de sécurité de l’ONU a exprimé son indignation. Il a en outre exhorté Israël à lever le blocus de Gaza et a appelé autant les palestiniens que les israéliens à cesser toutes formes de violences.
 Le gouvernement kényan a publié une déclaration « condamnant fermement l’agression militaire menée par Israël contre des civils innocents, y compris ceux dans les territoires occupés de Cisjordanie et de Gaza.
Le 3 juin 2010, l’Afrique du Sud a rappelé son ambassadeur en Israël,.

#### En Amérique
La présidence du Nicaragua a annoncé dans un communiqué que le pays suspendait ses relations diplomatiques avec Israël en réplique au raid meurtrier contre la flottille internationale.
 Le bureau du premier ministre canadien a publié une déclaration indiquant qu'il "regrett[ait] profondément" la perte de vies humaines dans le raid israélien et «... [était] actuellement à la recherche de plus d'information afin de faire la lumière sur ce qui s'est exactement passé ».
 Le ministère cubain des Affaires étrangères a condamné fermement l'action israélienne, la qualifiant d'« attaque criminelle ». Cuba a demandé la levée du blocus de Gaza, et réaffirmé sa solidarité avec le peuple palestinien.
 Le président vénézuélien Hugo Chávez a condamné l'attaque contre les humanitaires qu'il qualifie d'« acte de guerre menée par l'armée israélienne contre des civils sans défense » qui tentaient de percer le « blocus criminel ».
 Le président équatorien Rafael Correa a rappelé son ambassadeur d'Israël.
 Le ministère des affaires étrangères argentin a condamné l'attaque israélienne et demande une enquête ainsi que l'arrêt des violences et la levée du Blocus.
 Le ministère des affaires étrangères bolivien a qualifié l'attaque d"épouvantable" considérant celle-ci comme une violation du droit international.
 Le ministère brésilien des Relations extérieures a publié une déclaration condamnant fermement l'action israélienne et appelle à une enquête indépendante et la fin du blocus de la bande de Gaza. Le Brésil a également exprimé sa profonde préoccupation sur le bien-être de l'un de ses citoyens, Iara Lee, qui était à bord de la flottille.  L'ambassadeur d'Israël a été convoqué,.
 Le ministère chilien des Affaires étrangères a déclaré dans un communiqué que «le Chili condamne le recours à la force sous aucune forme." le sénateur chilien Alejandro Navarro, qui devait être à bord du convoi d'aide humanitaire à Gaza, a dénoncé un acte "lâche et disproportionnée contre des civils non armés."Il a en outre déclaré que le Chili "condamne Israël et cet événement aura des conséquences multilatérales.",
 Le Secrétariat des Affaires étrangères mexicain a publié une déclaration “condamnant fermement l'attaque israélienne sur des navires civils dans les eaux internationales transportant de l'aide humanitaire." Il a appelé à une enquête complète..
 Le ministère des Affaires étrangères du Paraguay a publié une déclaration "condamnant" et "rejetant fermement" l'attaque israélienne sur le convoi et appelle à une enquête complète..
 Le ministère des Affaires étrangères péruvien a publié une déclaration condamnant l'attaque israélienne contre le convoi d'humanitaires au nom du droit internationale, appelant à une enquête approfondie et une solution d'accords de paix..
 Le Ministère des affaires étrangères uruguayen a condamné l'action de la marine israélienne et a exprimé sa tristesse pour les pertes de vies humaines et sa solidarité avec les familles des victimes. Il demande une enquête pour que la lumière soit faite sur cet évènement avec la coopération d'Israël[réf. souhaitée].

#### En Asie
Le porte-parole du ministère des affaires étrangères chinois Ma Zhaoxu a condamné le raid israélien sur le convoi humanitaire et a exhorté Israël à respecter les résolutions de l'Organisation des Nations unies et à améliorer la situation humanitaire à Gaza.
 Le ministère des affaires étrangères du Bangladesh a déclaré « Le Bangladesh a été choqué et attristé par l’attaque injustifiée sur des civils désarmés à bord du Mavi Marmara et des pertes de vies. » Le Bangladesh a également demandé une enquête internationale pour mettre fin au blocus de Gaza et de permettre aux palestiniens de reprendre une vie normale.
 Le ministère des affaires étrangères de l’Inde a condamné cette attaque et “déplore la perte tragique de vies humaines [...] Il ne peut y avoir aucune justification à l’utilisation aveugle de la force[…] Nous adressons nos condoléances aux familles des morts et des blessés. » 
 Le président indonésien Susilo Bambang Yudhoyono et le ministre des affaires étrangères Marty Natalegawa ont condamné l'action israélienne et ont déclaré que le blocus israélien de Gaza est une violation du droit international,.
 Le Ministère des Affaires étrangères de la Corée du Nord a condamné Israël pour avoir «impitoyablement  tués ou blessés des dizaines de civils à bord des bateaux." Il a qualifié l’attaque de  «crimes contre l'humanité perpétrés avec la complicité des États-Unis et sous son patronage et une défiance flagrante à l’égard des Arabes, y compris les Palestiniens et le processus de paix au Proche-Orient." La déclaration souligne  également le "soutien et la solidarité avec la cause des Palestinien ».
 Le Guide suprême d’Iran l'ayatollah Ali Khamenei a condamné l'attaque « sauvage du régime sioniste » contre un convoi d'aide internationale en direction de Gaza, et a déclaré que le régime israélien a prouvé qu'il est « plus brutal que les fasciste ». Le président Mahmoud Ahmadinejad a déclaré que l'incident était une action «inhumaine du régime sioniste contre le peuple palestinien" et qu'Israël était "plus proche que jamais de sa fin. » Le gouvernement iranien a appelé à un boycott d'Israël. Le Secrétaire du Conseil suprême de sécurité nationale (CSSN) Saeed Jalili a souligné la nécessité d'une coordination entre les États régionaux et islamiques pour faire face au régime sioniste. Le ministère des Affaires étrangères a condamné le raid, affirmant que "l'incident a révélé une fois de plus le caractère criminel du régime sioniste." L'Iran a demandé aussi au Conseil de sécurité et de l'OCI de prendre rapidement des mesures punitives contre Israël. Lors d'un sommet sur la sécurité asiatique à Istanbul  le 8 juin 2010, Ahmadinejad a « prédit que le raid permettrait d'accélérer la fin d'Israël, affirmant que «[Le] raid a fait sonner le compte à rebours pour son existence. Il montre qu'il n'a pas de place dans la région et personne n'est prêt à vivre à côté de lui. » ,,,
 Le ministère des Affaires étrangères japonais a publié une déclaration affirmant son émotion d’apprendre que des personnes à bord de bateau transportant des biens à destination de la Bande de gaza aient été tués par l'armée israélienne.  Il a également exprimé ses profondes condoléances pour les familles touchées et appelé à une enquête approfondie sur la question.
 Le Premier ministre malaisien Najib Razak a déclaré qu’"au  nom du gouvernement malaisien et de son peuple, nous condamnons fermement cet acte inhumain, la brutale attaque par le régime israélien de la flottille qui venait en aide à la population assiégée de Gaza." Il a ajouté que "tout le monde devrait condamner l'action de ce régime cruel" et "espère que cet incident se traduira par une condamnation d’Israël. Le gouvernement malaisien a également exhorté Israël à ne prendre aucune mesure qui pourrait porter préjudice aux personnes à bord du MV Corrie Rachel.
 Le Ministère des Affaires étrangères des Maldives a publié une déclaration exprimant son immense tristesse concernant l'incident et exprime ses condoléances à ceux qui ont été touchés. Il condamne l’attaque contre des civils et appelle à une enquête internationale et demande la fin immédiate du blocus de Gaza. 
 Le Pakistan a fermement condamné l'action israélienne, la qualifiant d’acte cruel et de violation flagrante des lois internationales et de l'éthique. Le Pakistan a également exprimé sa profonde préoccupation sur le bien-être des Pakistanais et des journalistes à bord. Le Président du Pakistan Asif Ali Zardari et le Premier ministre du Pakistan Youssouf Raza Gilani ont fermement condamné les actions israéliennes. Ils ont en outre dit que le Gouvernement du Pakistan allait contribuer à faire la lumière sur ce qui s’est passé,.
 Le gouvernement du Sri Lanka a condamné les attaques et exprimé ses regrets quant aux pertes de vies humaines résultant de cette opération et a condamné l'usage disproportionné de la force pour empêcher le transport des fournitures pour les gazaouis vivant sous l’occupation, et réaffirme qu’une paix durable dans la région n'est possible que par un dialogue pacifique.
 Le ministre des affaires étrangères d’Ouzbékistan a condamné l'attaque israélienne, et a appelé Israël à lever le blocus de la bande de Gaza.
Lors  de Une conférence sur la coopération et des mesures de confiance en Asie une déclaration a été approuvée par 21 des 22 participants à la conférence "Tous les États membres, sauf un, ont exprimé leur profonde préoccupation et condamne les actions entreprises par les Forces de défense israéliennes." En réponse Le président turc Abdullah Gul a déclaré que la condamnation quasi unanime a montré qu'Israël était isolé et qu'ils " subiront les conséquences de son erreur contre la Turquie." Le seul pays ayant voté contre étant Israël.

#### En Océanie
Le premier ministre australien Kevin Rudd a condamné le raid israélien. Rudd a déclaré « le gouvernement australien condamne toute utilisation de la violence dans ce genre de circonstance. » Le ministère des affaires étrangères et du commerce a déclaré qu’il était »profondément attristé des pertes de vies humaines après cet incident » Le premier ministre a en outre appelé à une « enquête approfondie »,,.
Le ministre des affaires étrangères de Nouvelle-Zélande Murray McCully a condamné l’attaque israélienne et appelé au calme de part et d'autre,.

## Réactions des médias
Le journal turc Zaman explique l’attaque du bateau turc car « l’État hébreu voit d’un mauvais œil l’action diplomatique turque menée pour résoudre le dossier nucléaire iranien. Le but des Israéliens est de provoquer un conflit entre les États-Unis et l’Iran afin d’affaiblir Obama, qui ne sera plus en mesure de faire pression sur eux concernant la question palestinienne. »
Abdul Rahman Al-Rashed, le directeur général de la Chaîne d'information en continu Al Arabiya et ancien rédacteur en chef du quotidien londonien en anglais Asharq al-Awsat, déclare que ces évènements, en secouant les opinions dans la région, créent une atmosphère favorable à la poursuite des négociations de paix. Il appelle à faire avancer l'initiative arabe de paix "garantissant qu'aucun dirigeant Palestinien ne puisse l'abandonner, si les Arabes sont sérieux et veulent vraiment la paix". "...et pour ceux qui ne  veulent pas négocier, ils ont le droit d'aller se battre mais il ne pourront pas demander à la communauté internationale d'intervenir si Israël leur brise les côtes.  Nous ne pouvons pas dire non aux initiatives [de paix] et non aux négociations et en même temps [dire] que nous ne voulons pas nous battre et demander à ceux qui parmi les Palestiniens sont assiégés, de se battre en notre nom. Ces appels à la guerre sont un embarras. Ils affaiblissent les Arabes au lieu de les renforcer et les ridiculisent [aux yeux de l'opinion] internationale."  Il ajoute que les Arabes ne doivent pas passer l'été à "hurler et à crier" , il faut profiter de ce que Benjamin Netanyahu est en position de faiblesse, et que maintenant "grandit la conviction internationale dans la nécessité d'une solution de paix complète". D'après lui, la fenêtre d'opportunité ne sera  ouverte que pendant quelques semaines, comme après le rapport Goldstein(sic).
Le journaliste Bernard Langlois ne s’étonne pas de « l’attaque bestiale de la soldatesque israélienne contre la flottille humanitaire qui tentait de porter vivres, assistance médicale et soutien aux populations palestiniennes martyres dans leur prison à ciel ouvert de Gaza. » En ce qui concerne la Turquie « Allié solide des États-Unis, membre de l’Otan, l’État turc était jusqu’alors sans hostilité à l’égard de l’État hébreu. La dernière manifestation de la bêtise arrogante de Tel-Aviv change la donne, et Ankara bascule dans le camp des ennemis. »
Pascal Boniface quant à lui revient sur les termes employés "Le choix des mots est important dans la guerre de communication qui accompagne le conflit au Proche Orient. Certains médias parlent "d’activistes pro palestiniens". C’est quoi un activiste ? C’est différent d’un militant ? D’un pacifiste ? Avant, le terme était réservé aux membres du Hamas, qui étaient éliminés par des raids ("opérations ciblées", qui souvent manquaient leur cibles ou plutôt faisaient d’autres morts) israéliens. Pour le politologue « s’attaquer à un convoi humanitaire, quels que soient les engagements politiques de ces ONG, est un acte gravissime. », il affirme « qu’on a affaire au gouvernement le plus à droite de l’histoire israélienne, adepte des manières fortes. C’est dans la méthode de Netanyahou. » À la question d’une éventuelle sanction, il répond qu’« Une simple résolution condamnant l’action sera insuffisante. Mais jusqu’ici les pays occidentaux se sont toujours interdit de sanctionner Israël, qui a développé une culture d’impunité, se présentant comme étant en danger. »
Le journal Yediot Aharonot affirme que « l’armée a attendu bien trop longtemps ». Le Jerusalem Post sous la plume de Gil Hoffman, pense qu’« Israël va passer un moment pénible » après avoir failli dans « ce conflit qui se joue sur le champ de bataille de l’opinion publique internationale ». Pour Reuven Pedatzur, journaliste de Haaretz « quelle que soit la façon dont on la considère, l’opération elle-même est un échec ».
Pour le journaliste israélien Bradley Burston, « cette deuxième guerre de Gaza pourrait se révéler bien plus coûteuse et bien plus douloureuse que la première. », il y affirme que le plus inquiétant c’est la « folle dégradation de nos relations avec la Turquie, une puissance régionale de poids qui, si l’on en avait pris conscience, aurait pu contribuer à modifier le cours de la première guerre de Gaza, nous nous sommes dangereusement rapprochés d’une déclaration de guerre à Ankara ». Le problème viendrait du fait d’être « incapables de porter sur nous le moindre regard lucide, nous ne sommes plus capables non plus de nous arrêter. » il prévoit un renforcement de la droite israélienne avec « le refrain des “On vous l’avait bien dit” va retentir : “Quoi que nous fassions, le monde nous déteste. Nous pouvons donc aussi bien poursuivre les constructions et continuer à défendre nos frontière et, au bout du compte, nous faire du tort à nous-mêmes en refusant de lever l’embargo sur Gaza.” »
Dans un article du journal Le Monde Guillaume Perrier explique que "la majorité [des passagers] étaient des citoyens turcs" et que "l'opération a été largement pilotée par la Turquie". Il rappelle  en citant le journaliste Mehmet Ali Birand que "grâce à cet incident, l'équilibre des alliances va changer au Moyen-Orient. La Turquie a obtenu ce qu'elle voulait". Selon le journaliste: "A la faveur de cette médiatique Flottille de la Liberté, la Turquie est la tête de la fronde contre l’État hébreu et s’est imposée comme la championne de la cause palestinienne". Sont soulignés les liens de la fédération d’activistes Free Gaza, mouvement organisateur de la flottille, avec l’ONG humanitaire islamique turque İnsani Yardım Vakfı, proche du Parti de la justice et du développement, au pouvoir en Turquie,. Quant à Alain-Gérard Slama, dans le Figaro du 9 juin, il estime que « tout se passe comme si les démocraties trouvaient aux fondamentalistes musulmans des excuses qu'elles refusent aux fondamentalistes juifs. Sans voir que ces derniers sont de plus en plus coupés de leur société alors que leurs homologues musulmans entraînent derrière eux des foules ». 
Le mardi 1er juin, au lendemain de l’attaque du convoi humanitaire, Helen Thomas, doyenne des journalistes accrédités à la Maison-Blanche, demande au porte-parole de la Maison-Blanche Robert Gibbs « quelle est cette relation sacro-sainte, coulée dans le bronze, avec un pays assassinant délibérément des gens ? » Elle ajoute que « notre réaction initiale à ce massacre contre une flottille, un massacre délibéré, un crime international, a été lamentable » avant de conclure : « Que veut donc dire votre "nous regrettons", lorsque quelque chose devrait être condamné avec la dernière énergie ? Et si n’importe quel autre pays dans le monde avait fait ça, ça serait déjà la mobilisation générale, chez nous ! ». Helen Thomas a été désavouée par ses pairs pour ses propos « indéfendables » tenus quelques jours plus tôt à l'égard des Juifs et d'Israël et a dû s'excuser et démissionner.
Pour Dominique Vidal, le raid sur la flotte humanitaire n’est pas « une bavure » mais « s’inscrit dans la politique israélienne » d’une logique militaire à tout problème. Ce qui a abouti selon lui non seulement à des échecs militaires (Liban 2006 et Gaza 2009), à une détérioration de  son image et à un isolement toujours plus important. Selon le journaliste du Monde diplomatique, le blocus dont l’objectif inavoué d’Israël serait « d’étouffer la population de Gaza pour qu’elle se retourne contre le Hamas » est désormais intenable pour Israël.

## Réactions des organisations non gouvernementales
Amnesty International a accusé Israël d’avoir utilisé la force de manière excessive et disproportionnée. Amnesty International a exhorté Israël à rendre publiques les règles d’engagement utilisées par les commandos et de lancer une « enquête immédiate, indépendante et crédible. ». L’organisation a également appelé à une enquête internationale avec la collaboration d’experts des Nations Unies,.
L’association de la presse étrangère s’est plaint de la confiscation du matériel vidéo des journalistes à bord sur les navires. Selon eux, il ne reste plus que les vidéos des militaires pour soutenir les allégations selon lesquelles les commandos n'ont ouvert le feu qu’après avoir été attaqués.
Human Rights Watch a appelé à une « enquête exhaustive et impartiale” et que tous responsables soient traduits en justice.
Reporters sans frontières a appelé à la libération de tous les journalistes détenus après le raid et a condamné l’attaque disproportionnée et appelle Israël à laisser aux journalistes le libre accès à la bande de Gaza car « la communauté internationale a besoin d’informations précises sur ce territoire palestinien » ,
Le mouvement Stop the War a déclaré qu’Israël doit être condamné en vertu du droit international. Selon eux, Israël a à maintes reprises fait fi du droit et de l’opinion internationale en ce qui concerne le traitement fait aux Palestiniens. La décision prise par Israël d’attaquer la flottille démontre son arrogance et sa volonté de s’opposer à tous ceux qui viendraient en aide aux Palestiniens.

## Galerie

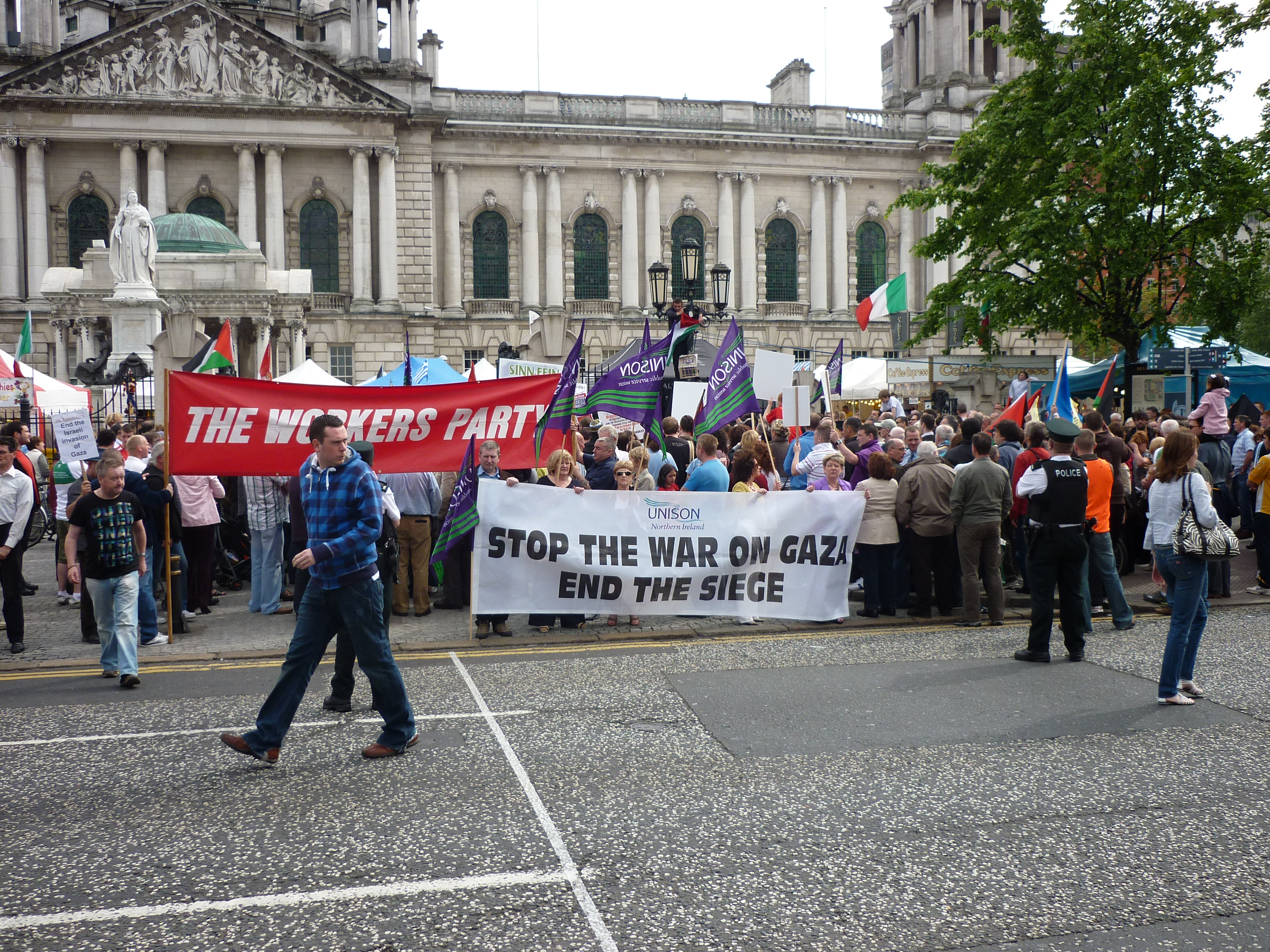
Manifestation à Belfast
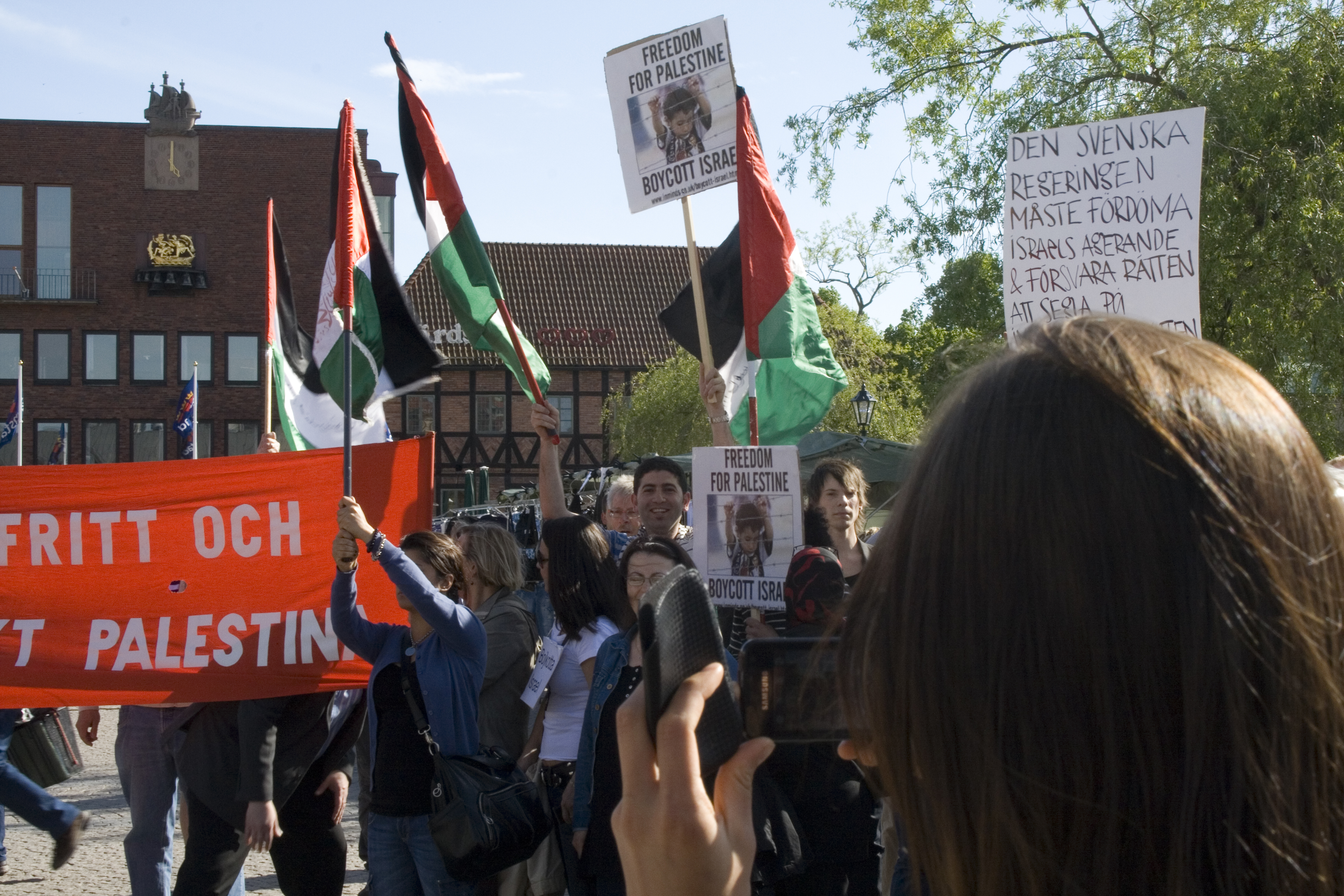
Manifestation à Halmstad
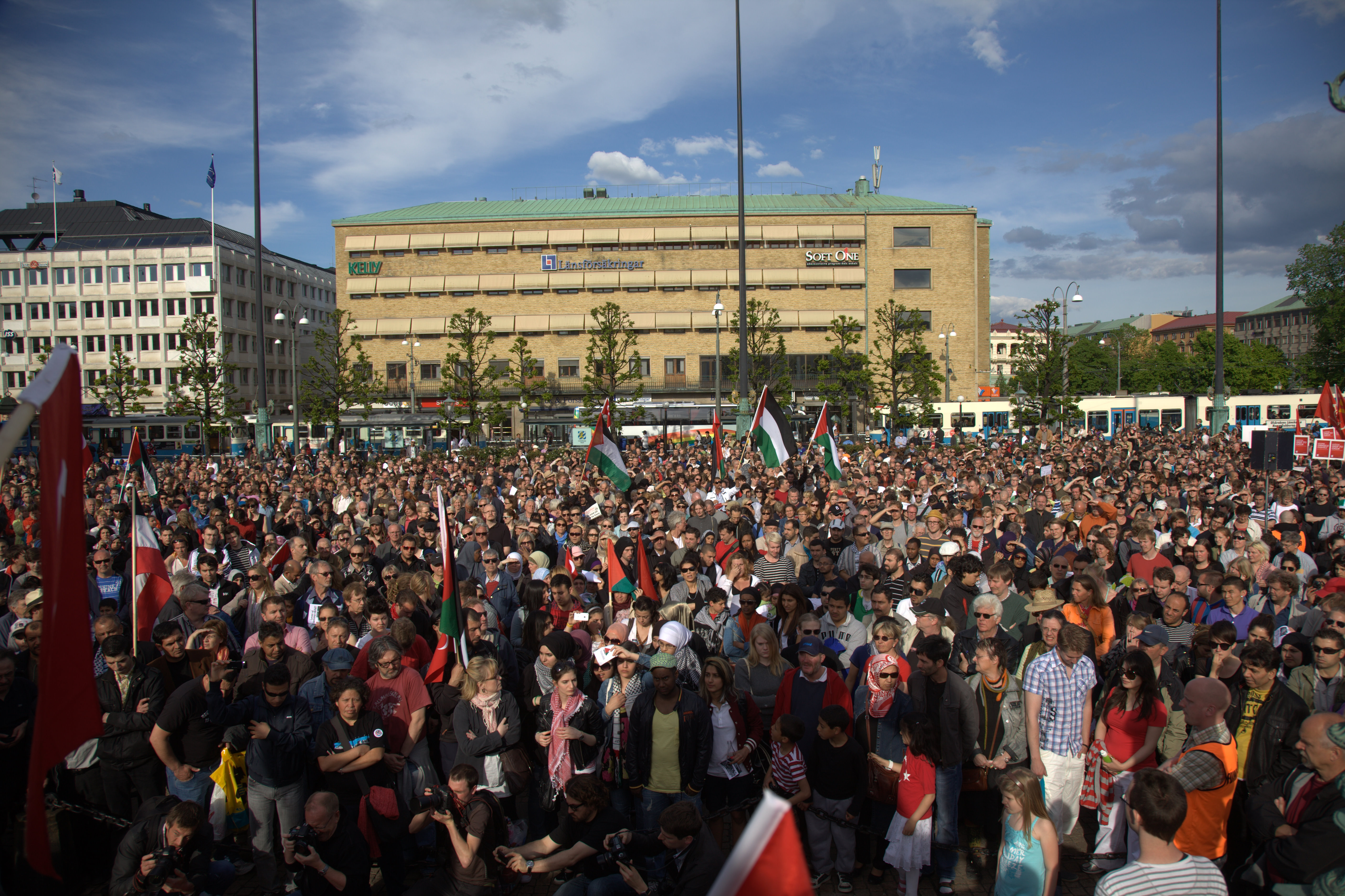
Manifestation à Gothenburg
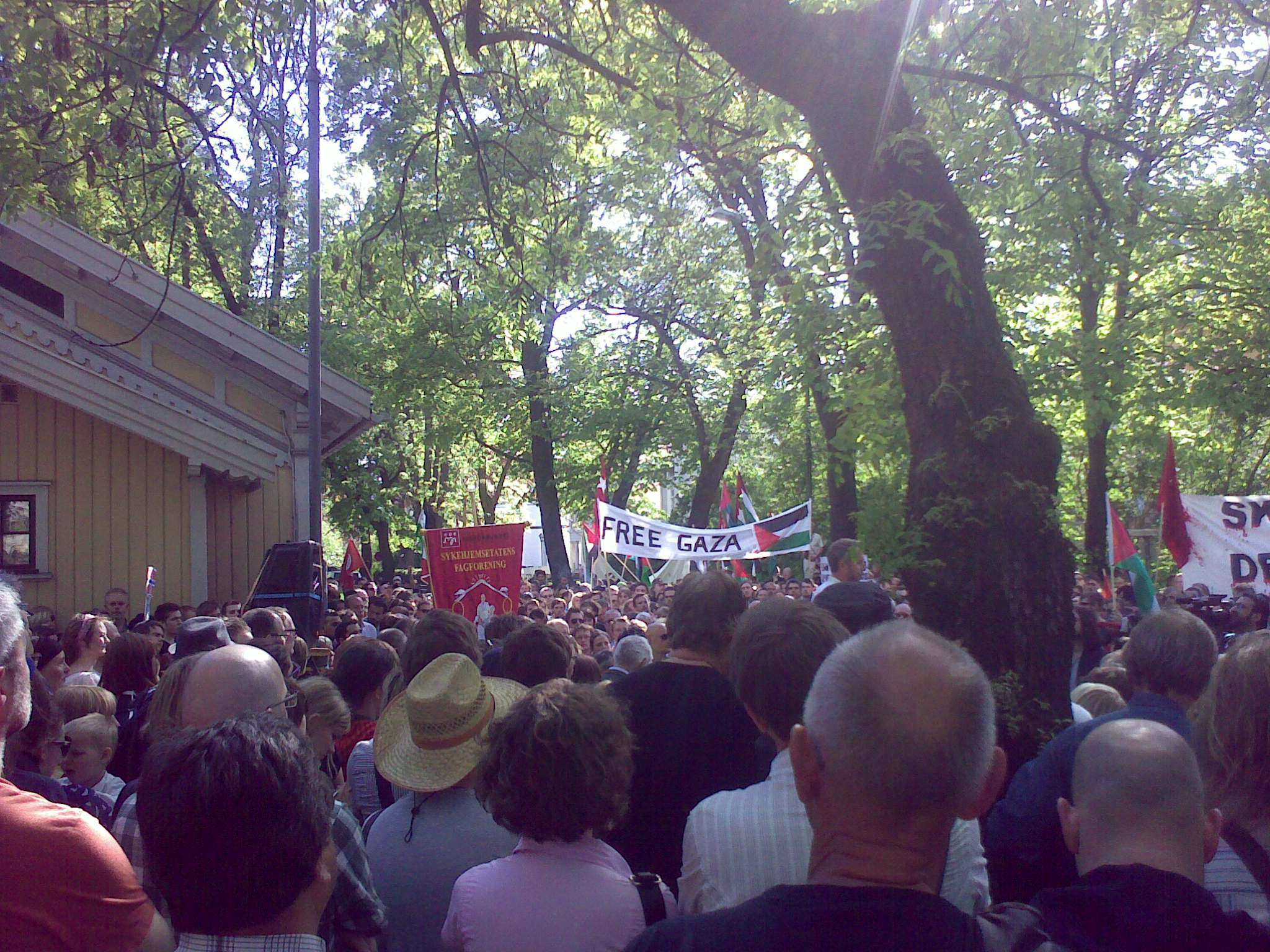
Manifestation à Oslo
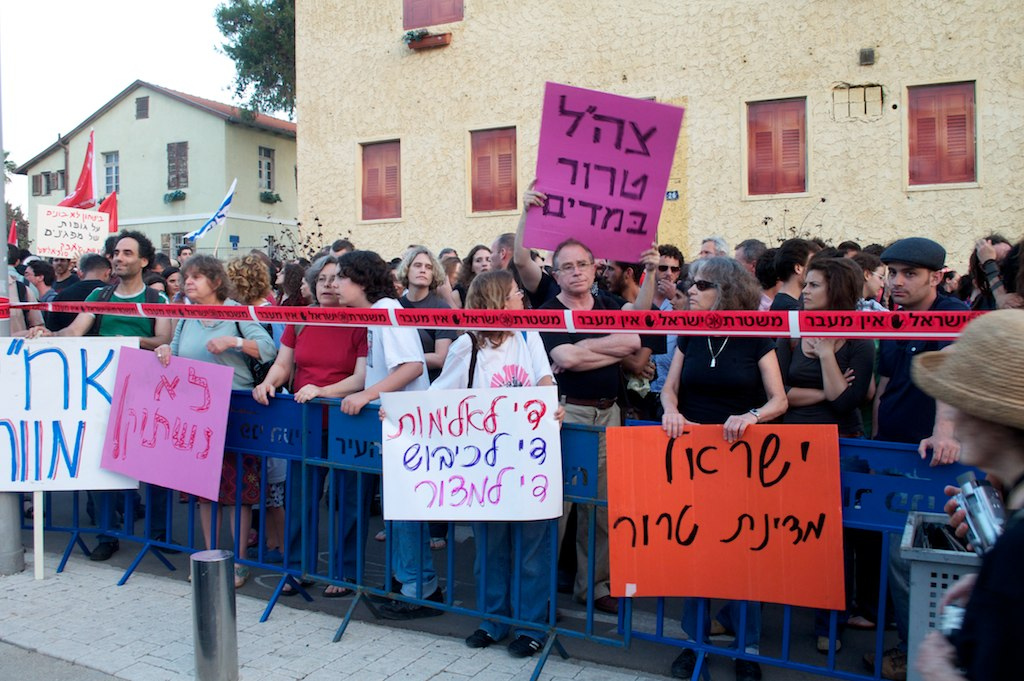
Manifestation à Tel Aviv
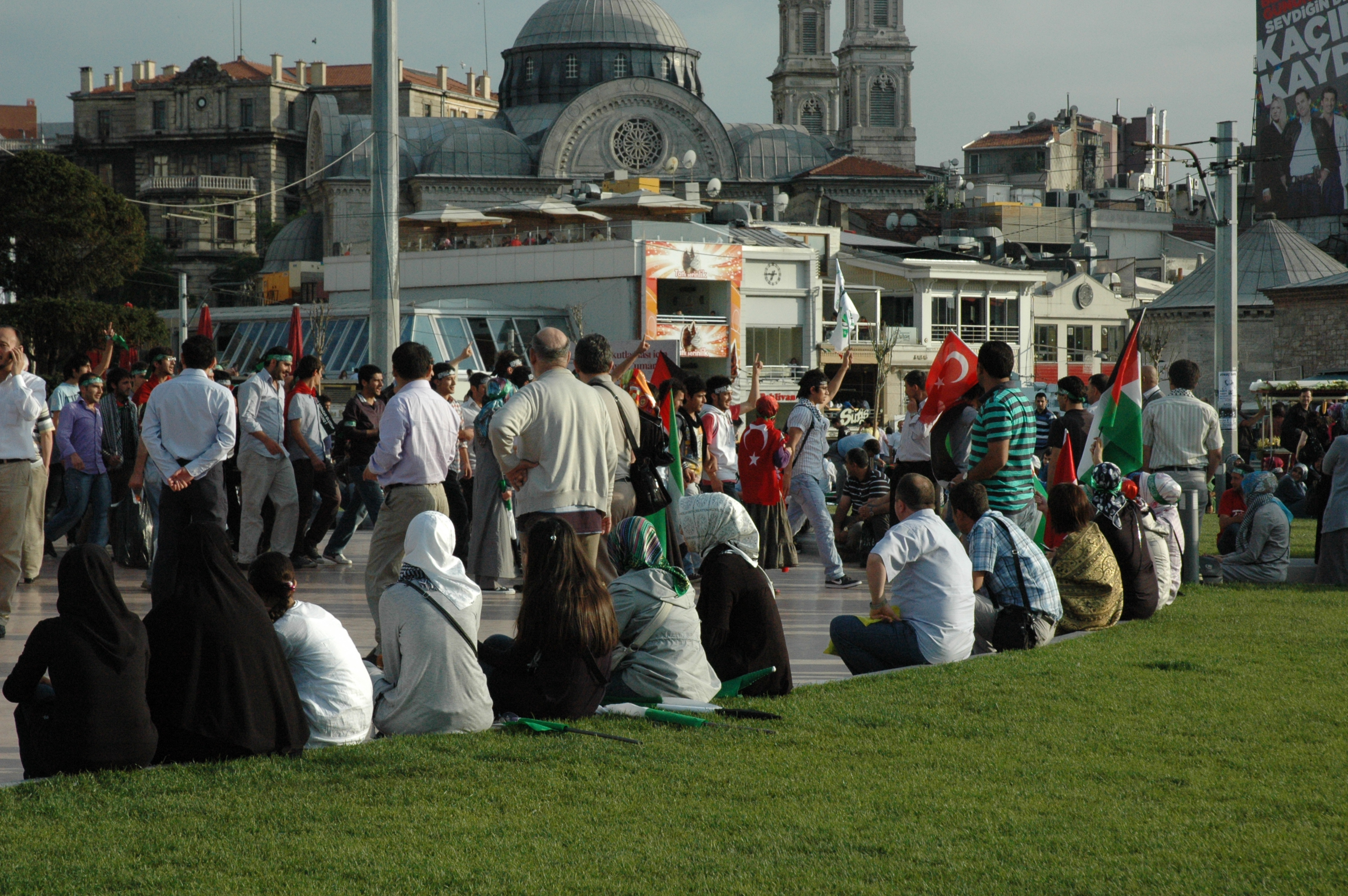
Manifestation à Taksim
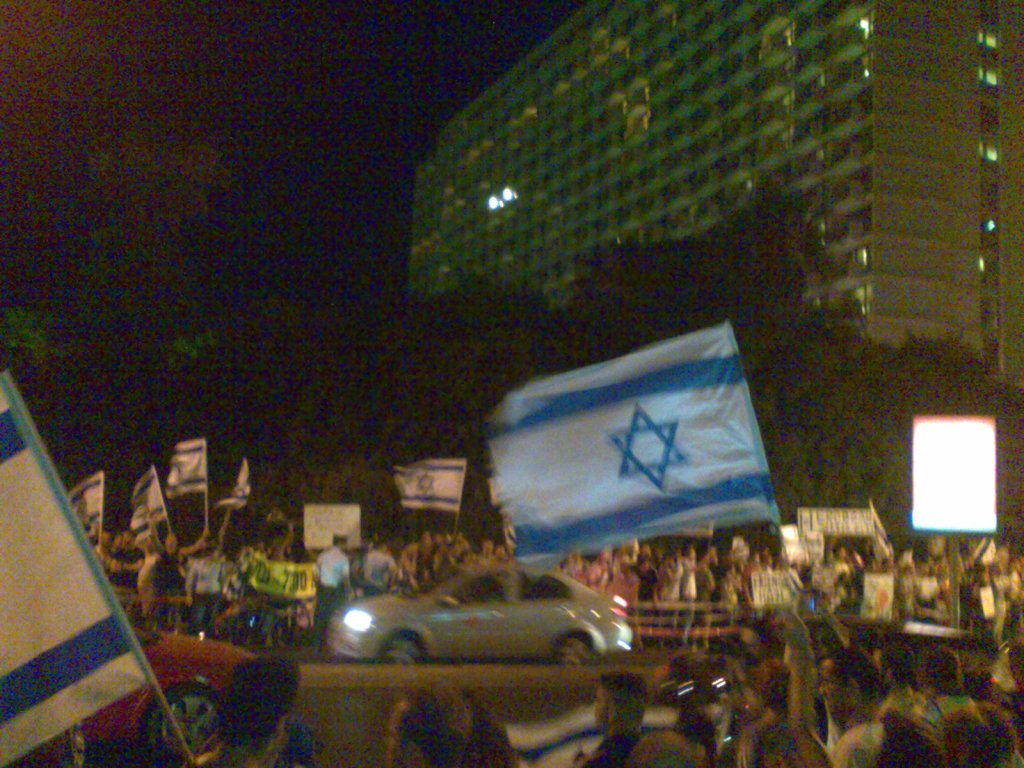
Manifestation à Tel Aviv